# Makar'ev
Makar'ev in russo Макарьев? (anche traslitterata come Makarev) è una cittadina della Russia europea centrale, situata nell'Oblast' di Kostroma, 184 chilometri a ovest del capoluogo Kostroma, sul fiume Unža; è capoluogo del Makar'evskij rajon.
Fondata nel 1439, ottenne lo status di città nel 1778.

## Società

### Evoluzione demografica
Fonte: mojgorod.ru
- 1897: 6 100
- 1939: 8 500
- 1959: 10 100
- 1970: 9 300
- 1989: 9 200
- 2002: 7 800
- 2006: 7 500